# Archiv města Plzně
Archiv města Plzně je samostatným odborem Úřadu správních agend Magistrátu města Plzně. Uchovává historické prameny k dějinám Plzně a Plzeňska.

## Dějiny archivu
Dějiny archivu se dělí na několik období:
- 1295 (založení města Plzně) – začátek 19. století: postupný vznik městského archivu, období rozvoje a péče o archivní sbírky

- Začátek 19. století – 1879: doba úpadku archivu

- 1879–1948: městský archiv jako součást Městského muzea

- 1948–současnost: archiv jako samostatná instituce[1]

Počátky plzeňského archivu jsou spojeny s úředními dokumenty města, které byly uchovávány už od vzniku města Plzně v roce 1295 v obecní truhle vedle kanceláře purkmistra. V období válečného nebezpečí byly uloženy do sklepení v kostele sv. Bartoloměje. O archiválie se starali radní písaři. K nejvýznamnějším patřil Mistr Šimon Plachý z Třebnice, Václav Rudolfi z Treuenfelsu a Jan Vodička.
Po třicetileté válce se nepořádek a chaos v městské správě odrazil i ve stavu archivu. Na základě výsledků šetření stavu městského archivu císařskou komisí byla vydána v roce 1756 instrukce, jak se má archiv uchovávat. Instrukce byla prvním archivním řádem. V roce 1757 byl archiv přemístěn z kanceláře purkmistra do přízemí radnice. Koncem 18. století přicházela Plzeň postupně o svá privilegia a archiv přestával plnit úlohu ochrany městských listin a postupně ztrácel na významu.
Po zániku feudalismu v roce 1848 byla Plzeň nucena odevzdat část svých spisů novým úřadům. Další část dokumentů byla uznána za nepotřebnou a o velký počet archiválií se přestala městská správa starat. V roce 1855 byly dokumenty (kromě pergamenů) nabídnuty k prodeji jako makulatura. O jejich záchranu se zasloužil plzeňský tiskař Ignác Schiebl, který je na popud Josefa Františka Smetany odkoupil v dražbě a uchovával ve svém bytě až do zlepšení poměrů. V roce 1871 je prodal městu zpět za původní cenu. V městské kanceláři působil registrátor Martin Hruška, který během několika let písemnosti obětavě zachraňoval a 4. června 1869 byl jmenován prvním městským archivářem. Martin Hruška listiny uspořádal a označil čísly. Po jeho smrti v roce 1871 nebyl opět archiv několik let spravován.
V roce 1879 bylo v Plzni zřízeno Městské historické muzeum a městský archiv se stal jedním z jeho oddělení pod vedením Josefa Strnada. V roce 1901 byla dokončena nová muzejní budova a archiv se do ní přestěhoval. Za působení tajemníka muzea a od roku 1919 městského archiváře Fridolína Macháčka byl archiv umístěn v pravém křídle budovy. Během druhé světové války byly nejvzácnější archiválie ukryty v zámku v Manětíně.
V roce 1948 byl archiv oddělen od muzea a začal fungovat samostatně. Tento rok je považován za vznik samostatného městského archivu. V roce 1948 se archiv odstěhoval z muzea a do roku 1953 byl umístěn v budově bývalého německého gymnázia v ulici Bedřicha Smetany č. 14 (nyní Studijní a vědecká knihovna Plzeňského kraje). V roce 1954 se přestěhoval do budovy v Sadech 5. května č. 61 a v roce 1961 do budovy ve Veleslavínově ulici, kde sídlí dodnes. V letech 1952–1954 měl archiv funkci okresního archivu pro 68 obcí, od 1. července 1959 se spojil s plzeňským okresním archivem. V roce 1969 byly archivní fondy převedeny do Okresního archivu Plzeň–sever v Plasích, kde tvořily tzv. krajský archivní depozitář.
V roce 1969 se archiv přejmenoval na Archiv města Plzně a v roce 1977 byl schválen jeho organizační řád. Významnou osobností spjatou s archivem byl Miloslav Bělohlávek, který z archivu vybudoval odbornou a vědeckou instituci. Zahájil tradici vydávání odborného historického sborníku Minulostí západočeského kraje a od roku 1969 cyklus archivních přednášek pro veřejnost. V současnosti veřejnosti slouží badatelna a knihovna s více než 88 000 svazky.

## Budova archivu
Archiv je umístěn v domě číslo 19 ve Veleslavínově ulici. Rozsáhlý objekt byl postaven v letech 1820–1821 pro policejní úřady. Klasicistní stavba podle projektu Ing. Kottnauera. V budově byl původně umístěn krajský soud a trestnice. Vězení zde sídlilo až do roku 1946.

## Městští archiváři a období jejich působení
- Martin Hruška, první městský archivář (4. červen 1869–1871)
- Josef Strnad (1879–1907)
- PhDr. Fridolín Macháček (1907–1941)
- PhDr. Miloslav Bělohlávek (1. červenec 1948–30. duben 1984)
- PhDr. Ing. Ivan Martinovský (1. květen 1984–30. červen 1997)
- PhDr. Jaroslav Douša (1. červenec 1997–30. červen 2012)
- Mgr. Adam Skála (od 1. července 2012)

## Sbírky
Nejstarším předmětem v archivu je městské pečetidlo, vyrobeno pravděpodobně krátce po založení města na konci 13. století. Nejstarší plzeňskou písemností je odkaz Wolframa Zwillingera  z roku 1307. Vzácnými úředními listinami jsou čtyři zlaté buly, z nichž nejvýznamnější je Zlatá bula Zikmunda Lucemburského z roku 1434, kterou byly městu Plzni uděleny privilegia. Dalšími jsou Zlatá bula Ferdinanda I. z roku 1562, Zlatá bula Maxmiliána II. z roku 1567 a Zlatá bula Ferdinanda II. z roku 1627. Nejcennějším dokumentem v archivu je kulturní památka–osobní rukopis divadelní hry Fidlovačka Josefa Kajetána Tyla s textem české národní hymny z roku 1834. K významným fondům patří osobní pozůstalosti Bohumila Polana, Ladislava Lábka, spisovatele Karla Klostermanna, divadelního režiséra Vendelína Budila. Jedním z nejrozsáhlejších fondů je archivní fond plzeňského loutkáře Josefa Skupy. Dalšími zajímavými sbírkami je rukopis s portrétní galerií rodu Wettinů z roku 1588, papežská listina Pavla II. z roku 1466, kde papež ocenil věrnost Plzně Římu a breve papeže Řehoře XIII. z roku 1578 jako uznání za provedení protireformace, vlastní rukopis Bedřicha Smetany Scherza z Triumfální symfonie, soubor sedmi školních sešitů rakouských arciknížat z let 1874–1880, nejstarší městská rukopisná kniha Liber judicii z let 1407–1411 nebo žaltář z oseckého kláštera z druhé poloviny 13. století.
Velká sbírka fotografií, negativů, map a plánů, grafických listů, plakátů.

## Vydavatelská činnost
- Minulostí Západočeského kraje (Sborník, od 1958, v letech 1958–1960 vycházel pod názvem Minulostí Plzně a Plzeňska)
- Dějiny Plzně I. Od počátků do roku 1788 (1965)
- Dějiny Plzně II. Od roku 1788 do roku 1918 (1967)
- Archív města Plzně (Městská správa) : Inventář. 2. [sv.], Listiny 1293–1879 (1976)
- Dějiny Plzně III. Od roku 1918 do roku 1948 (1982)
- Dějiny Plzně v datech od prvních stop osídlení až po současnost (2004)
- Musa pedestris : sborník ke stému čtyřicátému výročí městského archivu v Plzni a šedesátým narozeninám Jaroslava Douši (2010)
- Dějiny města Plzně 1. Do roku 1788 (2014)
- Dějiny města Plzně 2. 1788–1918 (2016)
- Dějiny města Plzně 3. 1918–1990 (2018)